# Benkerjoch
Il Benkerjoch è un passo del massiccio del Giura nel Canton Argovia che collega Oberhof a Küttigen. Scollina a un'altitudine di 674 m s.l.m. Nel 1977 è stata costruita una nuova strada del passo.